# Коссе Володимир Дмитрович
Володимир Дмитрович Коссе (нар. 30 вересня 1967, РРФСР) — радянський і молдовський футболіст грецького походження, український спортфункціонер. Директор Центрального міського стадіону в Миколаєві.

## Біографія
Батько — Дмитро Дмитрович Коссе, мати — Коссе Марія Іванівна. Брат — Дмитро Коссе. Дружина — Тетяна, дочка — Тетяна. Футболіст за фахом. Грав за команди ЦСКА (Москва), «Локомотив» (Москва), «Тилігул» (м. Тирасполь — Молдова).

## Досягнення
- Володар кубка Молдови: 1992/93, 1993/94, 1994/95
- Найкращий бомбардир чемпіонату Молдови: 1992/93, 1993/94
- Найбільша кількість голів у чемпіонаті Молдови — 131 (1991—1999)[1]